# Hariola haigi
Hariola haigi is een vlinder uit de familie spinners (Lasiocampidae). De wetenschappelijke naam van deze soort is voor het eerst geldig gepubliceerd in 1935 door Tams.
De soort komt voor in tropisch Afrika.